# Pan de Mafra

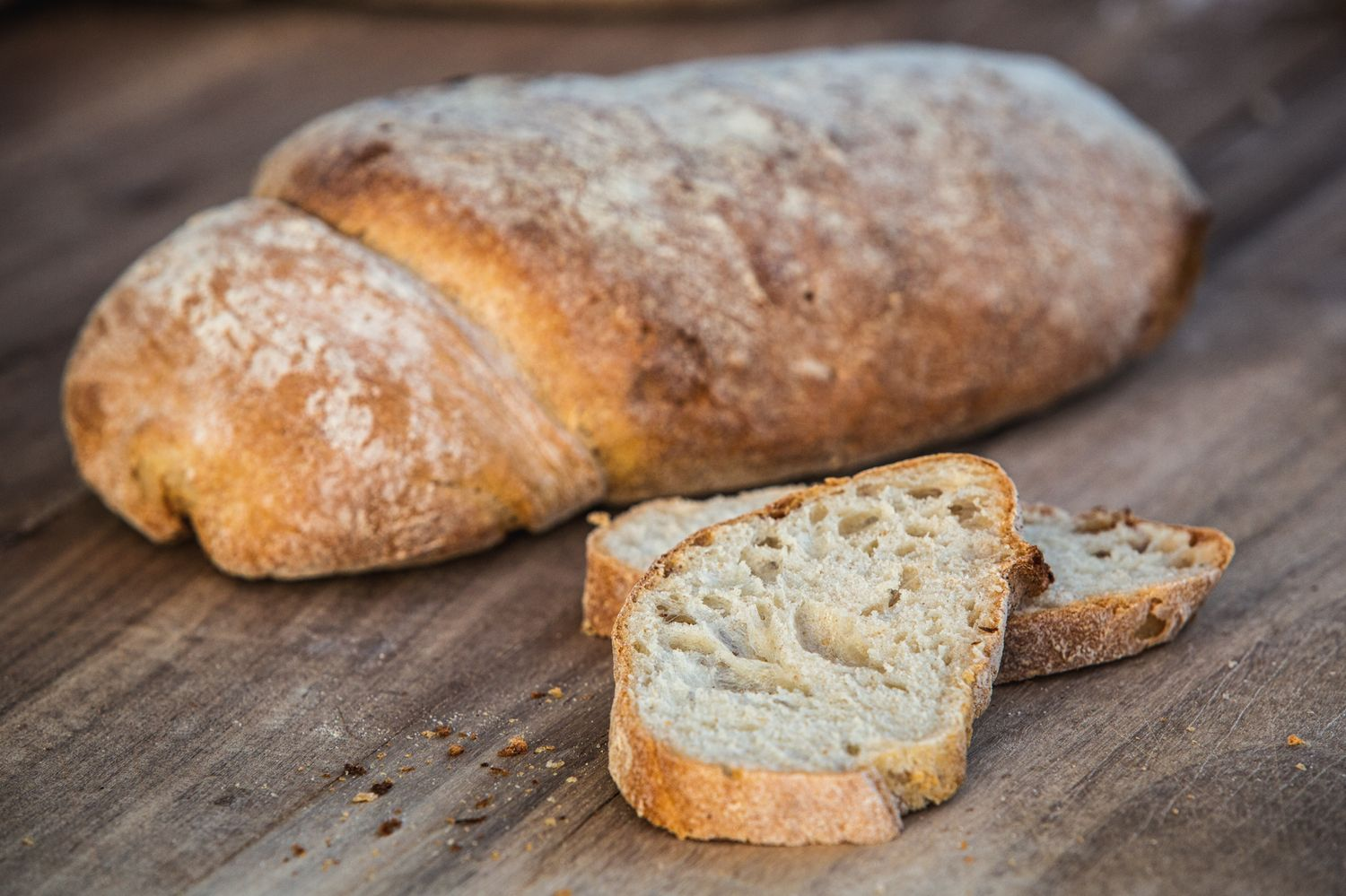
Pan de Mafra

El pan de Mafra (pão de Mafra) es el pan tradicional del área de Mafra, una ciudad al norte de Lisboa, en Portugal. Es un pan que mezcla harinas de trigo y centeno, molidas siempre a la piedra, y que se caracteriza por una alta hidratación. El origen de este pan está relacionado con las buenas condiciones agrícolas de esta región y el contexto sociocultural de la población. Descendiente del pan que las familias hacían en casa, en sus hornos, la fama del pan de Mafra se extendió durante la segunda mitad del siglo XX. Se caracteriza por estar elaborado con harina artesanal, es decir, molida a la piedra, y por tener una larga fermentación durante su elaboración.
Durante siglos, los fértiles campos de la región saloia (de la que forma parte Mafra) han abastecido a Lisboa de productos agrícolas: hortalizas, frutas, ganado y productos como el queso y el pan, llegaban a la capital de la mano de los campesinos que los producían y comercializaban, tras muchos kilómetros a pie y con la ayuda de animales de carga. Por ello el pan de Mafra también es llamado coloquialmente como pão saloio.

## Historia

### Origen

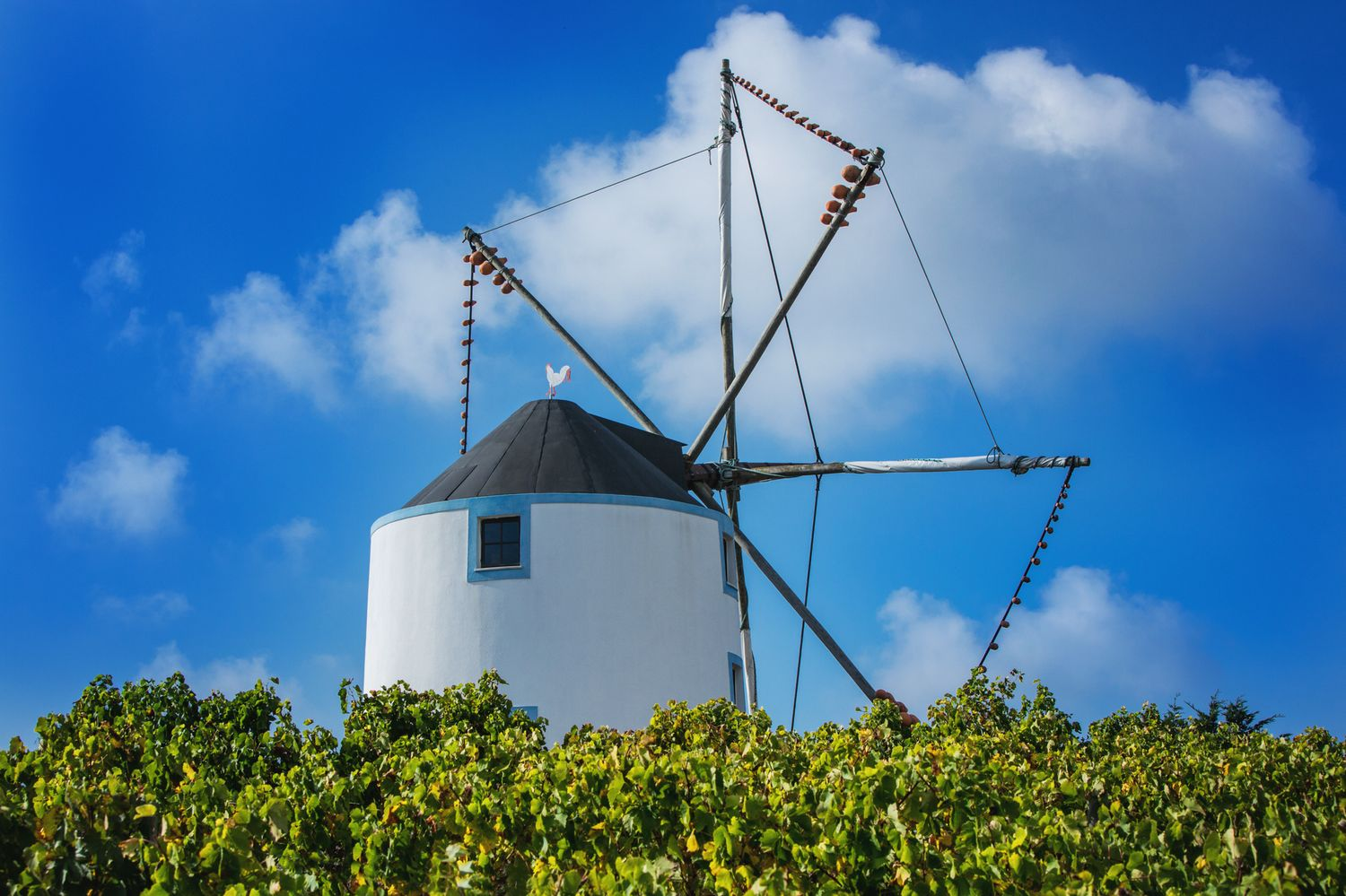
Moinho de vento. Por ley, la harina de Mafra debe estar molida a la piedra.

Fueron varios factores los que propiciaron el nacimiento y definición del actual pan de Mafra: por un lado, la triticultura ancestral de la región, junto con las condiciones climáticas mediterráneas aunque ventosas por su cercanía al mar (que propiciaron la aparición de los moinhos de viento), la producción de harina, así como las sabias manos de las mujeres que amasaban el pan y la ingeniería de los hombres que construían los típicos hornos de mampostería (fornos de alvenaria), etc. Cuando se produce en varios pueblos del municipio, la denominación “Mafra” se convierte así en la aglutinación de un saber hacer y una técnica propia de la gente de la región.
A diferencia del pan producido de manera industrial, el pan de Mafra es un pan rústico y artesanal:

«El paisano, hace cincuenta años, como lo hace hoy, en efecto ha comido pan de maíz y pan de toda harina y no cebada, pero el pan de maíz que se comía hace cincuenta años era delicioso. El pan integral era mucho mejor que el pan de segunda (…) De hecho, el pobre campesino no comía pan de trigo, sino pan de maíz, pan de bollo y pan integral. Este último es el favorito».
Manuel J. Gandra

El pan soloio era, pues, un pan de pobre, de gente del campo, porque se hacía con harina que aún contenía restos de salvado, de ahí el color más oscuro, en contraste con el pan blanco, elaborado con harina tamizada dos veces y consumido por las clases pudientes. Se tiene constancia de venta de pan de Mafra por las calles de Lisboa ya desde la Edad Media.

### Actualidad (siglosXXyXXI)

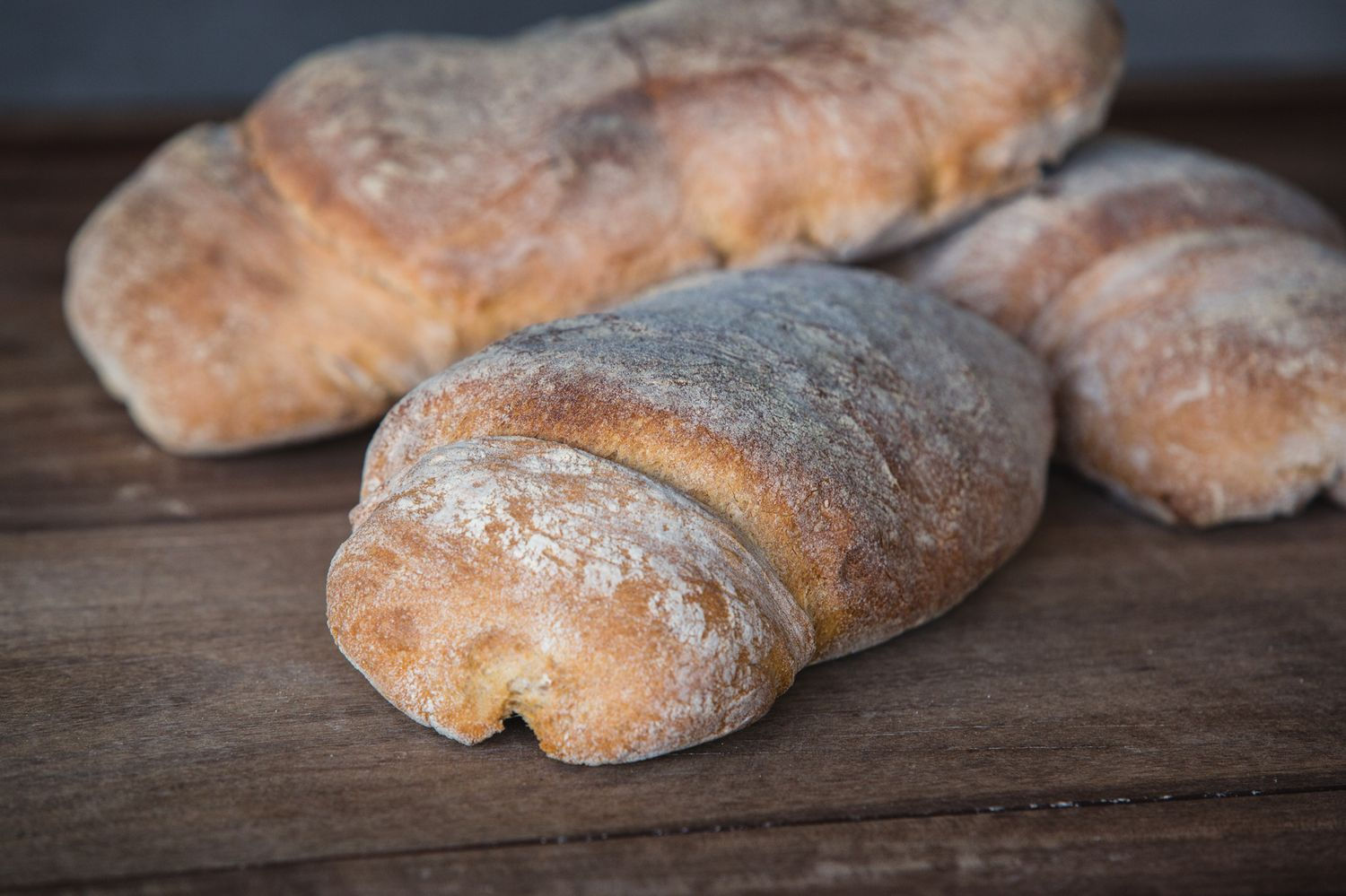
Pão de Mafra recién horneado

Hasta la segunda mitad del siglo XX, la elaboración del pan era una actividad esencialmente doméstica y artesanal en los pueblos de la comarca, un arte y un saber hacer que se transmitía de madres y padres a hijos. En una época marcada por las guerras en Europa y la escasez de alimentos, hacer pan en casa para alimentar a todas las bocas era una rutina diaria, o por lo menos semanal.
El pan de Mafra se comenzó a producir de forma casera, y fue a partir de los años 1970 que su fama se extendió y se ganó la confianza de los lisboetas. El pan se elaboraba en los pueblos de la región, y luego se llevaba a la capital para venderlo, donde era muy apreciado por su sabor y aspecto más rústico. Además del pan que se horneaba en casa, en la década de 1950 comenzaron a aparecer las primeras panaderías en la región de Mafra. En las décadas siguientes, se dieron diversas huelgas de panaderos y escasez de pan en la capital, por lo que el pan de Mafra se introdujo a mayor escala en las panaderías de Lisboa. Fue entonces cuando el pan de Mafra comenzó a ganar más visibilidad.

«(...) la fabricación de pan de mafra, que hasta mediados del siglo XX había permanecido principalmente como una actividad femenina, doméstica y artesanal, se convirtió en una industria comercial y mecanizada, constituyendo una de las más importantes de la región».
Manuel J. Gandra

Sin embargo, a fines de la década de 1960 surgió una disposición gubernamental que prohibía la venta de pan de horno sin permiso sanitario. En definitiva, esta ley prohibió la venta de pan casero elaborado con harina molida a la piedra. Solo se podía utilizar harina de los grandes molinos nacionales y las grandes panaderías industriales tuvieron la oportunidad de crecer, produciendo panes como el pão de Cabeça y el papo-seco. Sin embargo, la esperteza saloia eludió esta prohibición y el pan de Mafra se siguió comercializando en los mercados y junto a las estaciones de tren de Sintra y Lisboa.
Es ya después del 25 de abril de 1974, con el fin de la dictadura impuesta por el Estado Novo, que el comercio de pan mixto se liberaliza completamente y el pan de Mafra puede venderse libremente en otras regiones. El pan de Mafra ya tenía ganada una clientela asidua para entonces, y su calidad y sabor eran cada vez más reconocidos. 
Hoy, el pan de Mafra es uno de los panes portugueses tradicionales más importantes, ya sea destinado al consumo doméstico o en el sector de la restauración. Cada día se producen alrededor de 100 mil panes en Mafra, lo que representa un mercado considerable y garantiza empleo para cientos de personas en la región.

## Características
El pan de Mafra tiene una miga suave y esponjosa, y una corteza no muy crujiente. Contiene harina de trigo «tipo 80» y harina de centeno «tipo 70».

«(...) su peculiaridad radica en el tiempo de amasado y cocción que, siendo riguroso, preciso y de corta duración, permite que surja una masa alveolar y una corteza crocante y dorada.»
Manuel J. Gandra

Este pan se produce en diferentes formatos, aunque el tradicional tiene forma redondeada y presenta una testa ('cabeza, moño'), lo que le proporciona más miga. Otros formatos como la barra son más nuevos y también son muy aceptados por los clientes, lo que está haciendo que el pan Mafra se vuelva más pequeño, con menos miga y más corteza. Un formato pequeño y esférico es llamado bola, que por su tamaño, en vez de hornearse a pala se hornea en bandeja, y si un caso en horno industrial, calentado indirectamente por tuberías de agua. Muchas panaderías artesanales han expresado su preocupación, ya que a pesar de estar hechos con la misma masa, su producción dista de los pasos tradicionales y por lo tanto no deben englobarse en la marca «Pão de Mafra». La masa de Mafra se elabora con harina de molinos artesanales (en los que los granos se muelen lentamente a la piedra). 
En los hornos de leña, el pan de Mafra desarrolla una miga poco densa y de gran alveolado, fruto de una larga fermentación y alta hidratación. Además, esto proporciona un sabor intenso a pan, con ligeras notas dulces, y un inconfundible aroma a cereal.
Para que el pan obtenga esta certificación es obligatorio cumplir una serie de criterios en su elaboración: utilizar harina molida en piedra y muelas de la región de Mafra, estar cocido en hornos de leña, tener un nivel de hidratación superior a 80 % y respeto por los tiempos de fermentación, no utilizar ningún tipo de aditivos y ser producido dentro de los límites del municipio de Mafra.

## Área geográfica
Las freguesias de Barril, Carvalhal y Encarnação, en el municipio de Mafra, son las localidades donde esta actividad es más relevante. El pan de Mafra sólo puede utilizarse para panes producidos en esta zona, elaborados con materias primas de origen controlado y horneados en horno tradicional.
A lo largo de los años, el Pão de Mafra ha adquirido una importancia innegable, como producto de una región demarcada y representante de un patrimonio cultural y patrimonial. Incluso se han producido varios estudios e innumerable literatura sobre los orígenes del Pão de Mafra, lo que da fe de su importancia en el panorama social y gastronómico de la región y del país.

## Protección y promoción
En 2012 el pan de Mafra fue registrado como marca para evitar falsificaciones, y desde entonces es preferible escribirlo con mayúsculas: «Pão de Mafra», lo cual implica cumplir con un riguroso proceso de certificación, además de cumplir con todos los parámetros definidos en las especificaciones de Pão de Mafra, que fueron desarrolladas en 2010 por la Asociación de Comercio, Industria y Servicios del Municipio de Mafra (ACISM).
El nombre Pão de Mafra es una marca registrada perteneciente a la ACISM y está en proceso de certificación Indicación Geográfica Protegida (IGP). Este proceso de solicitud fue iniciado en 2010 por la Municipalidad de Mafra junto con las empresas productoras de Pão de Mafra en la región, y en 2021 el proceso de obtención de certificación aún estaba en marcha.
Para promover el pan de Mafra, se celebra anualmente cada julio el Festival do Pão, en el Jardim do Cerco, los jardines que bordean el barroco Palacio Nacional de Mafra.